# Famille de Lencquesaing
Pour les articles homonymes, voir Lencquesaing.
La famille Lencquesaing est une ancienne famille noble hennuyère dont les origines remontent au 13eme siècle. Sa filiation suivie est établie depuis 1555, année de naissance, à Solre-le-Château, de Jehan de Lencquesaing qui fut bailli et receveur de Baudour pour le roi Philippe II d'Espagne, chatelain d'Havré et compagnon d'armes de Jacques de Landas, Lieutenant general des hommes d’armes de la Compagnie d'Ordonnance de Charles-Philippe de Croÿ, Marquis d’Havré durant les campagnes de la guerre de Quatre-Vingts Ans.

## Origines et premiers Lencquesaing
Lenghesen en flamand signifie longs marais tout comme langsaigne en langue romane[réf. nécessaire]. Ce nom est très certainement lié au village de Lanquesaint, près d'Ath dans le Hainaut belge[réf. nécessaire].
Rainier de Lencquesaing (~1235): est cité dans des pièces de 1235 et 1249 dans le cartulaire de l’abbaye de Ghislenghien. Il est témoin de l’affranchissement de serfs, cité aux côtés d'autres vassaux et hommes d'armes du comté de Hainaut, parmi lesquels Hugo de Gage (croisé), Pierre, seigneur de Thorincourt, prisonnier à Bouvines en 1214, Guillaume de Braine (Conseiller du Comte de Hainaut et fils d'Henri de Brania, mort aux croisades), Hugo de l'Arbre.
- « Huic autem collationi interfuerunt Petrus dominus de Thorincort, Gerardus de Mainwaut, Nicholaus de Arbera, milites, Rennerus de Lenghesain, Willelmus de Brania, et Willelmus Naiars de Ath » (1235)[4]
- « là ù me sires Hues les afranki et les douna à la maison de Gillenghien si com il est devant dit, Williaumes de Brainne, Juliens, mesires Hues d’Arbre, com hom, mesires Hues de Rumigny, Reniers de Lengensain, maistre Rohars, Williaumes Naiars et Cornus des Ablams i furent. » (1249)[4]

Jehan de Lenghesain (1403): demeurant à Œudeghien – au nord-ouest d’Ath –, vend à Jehan Séjournet une terre à Maffle qu’il a de sa femme, Marguerite de Skienebroucq en avril 1403.
Grégoire de Lencquesaing (1444): messire Grégoire de Lencquesaing est curé de la paroisse de Nimy, au nord de Mons. Il a laissé sa trace dans l’acquisition d’un “taulet” – une tablette – contenant les Dix Commandements afin de les enseigner aux enfants du village.
Jacquemart de Lencquesaing (1503) est cité comme échevin de la seigneurie d’Aymeries, à vingt kilomètres de Solre-le-Château : nommé par le seigneur – entre 1497 et 1528, il s’agissait de Louis Rolin, maréchal et grand veneur héréditaire de Hainaut, petit-fils du fameux chancelier de Philippe le Bon –, il rend la justice sur ses terres.
Arnauld de Lencquesaing (cité en 1508, en 1511, 1518 et 1540), Arnould – qui se confond peut-être avec le précédent – et Rémy de Lencquesaing (cités en 1540, 1544 et 1545), habitants de Solre-le-Château, sont cités comme vassaux et hommes de fief du Comté de Hainaut.
Arnoul de Lencquesaing (1518, 1540): cité comme Bailli de Solre-le-château et Homme de Fief du Hainaut, il est vassal de Philippe de Lannoy, seigneur de Solre, membre du conseil d’Etat et proche de l'Empereur Charles-Quint. Philippe de Lannoy et son fils lèvent auprès de leurs vassaux plusieurs compagnies d’ordonnance dans les guerres contre François 1er. Arnoul est témoin du mariage de Jehan d’Yves, seigneur de Rametz, avec Agnès de Lannoy, fille de George de Lannoy.

## Histoire
Jehan de Lencquesaing (1555 Solre-le-Chateau, 1622+)
Marié à Anvers avec Anne Masson en décembre 1579. Bailli et receveur de Baudour (une des douze pairies du Hainaut) pour le roi (1593-1607), chatelain d'Havré, il participe comme officier pendant 25 ans à toutes les campagnes de la compagnie d’ordonnance du marquis d’Havré:
- “L’espace de vingt-cinq années, Durant lequel temps il n’a manque a son devoir de faire tous voyages avec ladite compagnie qui se sont notamment par deux fois portés aux pays de Lorraine, France, Allemagne et autres lieux en nos pays de par deca, lesquels voyages n’ont ete sans grands frais, depenses et perils de sa vie” [Lettre de Philippe IV, roi d’Espagne, 1622]
- Compagnon d’armes de Jacques de Landas, seigneur de Heulle, Clabecq et Lieutenant general des hommes d’armes du Marquis d’Havré, qui nomme son “tres cher et bon ami Jehan de Lencquesaing, Bailli et Receveur de Baudour” comme procureur general et messager special pour negocier le rachat de la seigneurie de Bierghes au roi de France Henri IV en 1603.
- Cité par Catherine Farinart (~1650): "Je sousignee Fille devote agee de septante ans demeurant en la ville de Mons en Hainaut certifie a tous ceux qu'il appartiendra, qu'elle a eu bonne et parfaite cognoissance de feu Monsieur Jehan de Lencquesaing Bailly et Receveur de Baudour pour le Roy, lors qu'il demeuroit au Chateau de Mons avec train convenable a un Gentilhomme, comme a tres bonne memoire, pour y avoir hanté fort souvent en sa jeunesse."[9]

L'installation en Artois: 
Un rameau est établi depuis le début du XVIIe siècle en Artois, époque de l'installation de Jean-Jacques I (1601-1662), avant-dernier fils de Jehan, à la recette des domaines au quartier d'Aire. En récompense des services rendus par son père Jean-Jacques I lors des sièges d'Aire de 1641, le roi d'Espagne Philippe IV reconnait la noblesse avec "anoblissement de nouveau en tant que de besoin" de Jean-Jacques II (1629-1683) en 1661.
- Extrait d'une lettre de Guillaume de Berwout, bailli et colonel d'un régiment de Wallons puis mestre de camp de la cité et du bailliage d'Aire-sur-la-Lys au sujet de Jean-Jacques Ier de Lencquesaing lors des sieges d'Aire-sur-la-Lys en 1641: "Nous Gouverneur des Ville, Chateau et Baillage d’Aire certifions a tous qu’il appartiendra d’avoir bonne et parfaite connaissance du Sieur Jean Jacques Lencquesaing, receveur general des aydes d’Arthois et cy devant des Domaines de Sa Majeste audit Aire, lequel Il s'est toujours trouve prompt et porté, pendant son séjours au dit Aire, a tout ce qui concernait le bien et proffit de sadite majeste [...] le Sieur de Lencquesaing auroit employe fon credit pour faire L’achat des boiaux, louchets, manies, affutz de canons, et autres inftruments de guerre neceffaires A la deffense d’Icelle, […] employe encore fon credit pour acheter les grains qui mancquoient Au magazin, et ce jusque a la somme de quinze mil forin, s’eftant pardeffus cependant ledict fiege montré habil et diligent pour refifter aux attacques et affaultz [assaults] de noz ennemis franchois, au temps même qu’ilz pretendirent monter a la brèche"

Le château de Laprée à Quiestède a été construit dans les années 1740 sur les plans du géomètre arpenteur Jean-Louis Chipart par Dominique-Jean-Jacques de Lencquesaing, grand-bailli de Saint-Omer, sur une terre acquise par son grand-père Jean-Jacques II en 1669.
À partir de la fin du XVIIIe siècle, la famille de Lencquesaing partage son temps entre le château de Laprée, celui de Molpas à Mérignies (hérité des Dubois de Chocques) et l'hôtel Petipas de Walle à Lille (122, rue de l'Hôpital-Militaire).
À la fin du XIXe siècle, elle partage son temps entre son château de Laprée, son appartement de l'avenue de Suffren à Paris et sa villa à Cannes qu'elle louait pendant la saison d'hiver.
Dans la première moitié du XXe siècle, il faut ajouter la villa des Roses et la villa La Côte à Longuenesse.
La famille a été admise à l'Association d'entraide de la noblesse française en 1949.

## Personnalités
- Hervé de Lencquesaing (1920-1990), général de brigade français[10]
- Louis-Do de Lencquesaing (1963), acteur et réalisateur
- Alice de Lencquesaing (1991), actrice

## Pour approfondir